# Edge of a Revolution
Edge of a Revolution é o primeiro single do oitavo álbum de estúdio, intitulado No Fixed Address, da banda de rock canadense Nickelback. Foi lançada em 18 de agosto de 2014 na rádio Clear Channel e em 19 de agosto de 2014 foi disponibilizada para compra em formato digital. Foi a primeira canção lançada pela nova gravadora da banda, a Republic Records.
Foi a música oficial do evento Survivor Series 2014 da WWE.

## Antecedentes
A faixa foi anunciada em 18 de junho de 2014 em uma entrevista a rádio CFOX-FM. Chad anunciou que a banda já havia escolhido o primeiro single do álbum, até então intitulada "Revolution" que seria lançada em agosto.
A canção foi descrita como a "decolagem" das músicas originais do Nickelback e ainda que a canção é mais uma música de protesto político. Na entrevista, Chad declarou que a canção mexe com os políticos "bonzinhos" de Wall Street e que foi inspirada em eventos atuais como a guerra na Ucrânia e como os governantes estão tratando os civis.

## Vídeo musical
No dia 13 de agosto de 2014, o twitter oficial da banda postou uma foto com a legenda "Chad no set (de filmagens) #edgeofarevolution" e no dia seguinte, outro tweet com foto foi postado, com a legenda ""dois vídeos em dois dias... que envolvente #edgeofarevolution". Em 5 de setembro de 2014, no mesmo dia do lançamento do single What Are You Waiting For?, o vídeo clipe foi lançado, com direção de Wayne Isham.

## Desempenho nas tabelas musicais
| Parada (2014)                          | Melhor posição |
| -------------------------------------- | -------------- |
| Canadá - Canadian Hot 100              | 34             |
| Estados Unidos - Mainstream Rock Songs | 1              |
| Estados Unidos - Rock Digital Songs    | 6              |
| Estados Unidos - Rock Songs            | 13             |
| Reino Unido - Rock & Metal Singles     | 4              |

## Histórico de lançamento
| País           | Data                 | Formato          | Gravadora        | Ref.  |
| -------------- | -------------------- | ---------------- | ---------------- | ----- |
| Estados Unidos | 19 de agosto de 2014 | Download digital | Republic Records | [ 2 ] |